# Hyophila punctulata
Hyophila punctulata là một loài Rêu trong họ Pottiaceae. Loài này được (Mitt.) Kindb. mô tả khoa học đầu tiên năm 1889.